# ケリー・ジョンソン
ケリー・アンドリュー・ジョンソン（Kelly Andrew Johnson, 1982年2月22日 - ）は、アメリカ合衆国テキサス州オースティン出身の元プロ野球選手（内野手・外野手）。右投左打。

## 経歴

### プロ入りとブレーブス時代

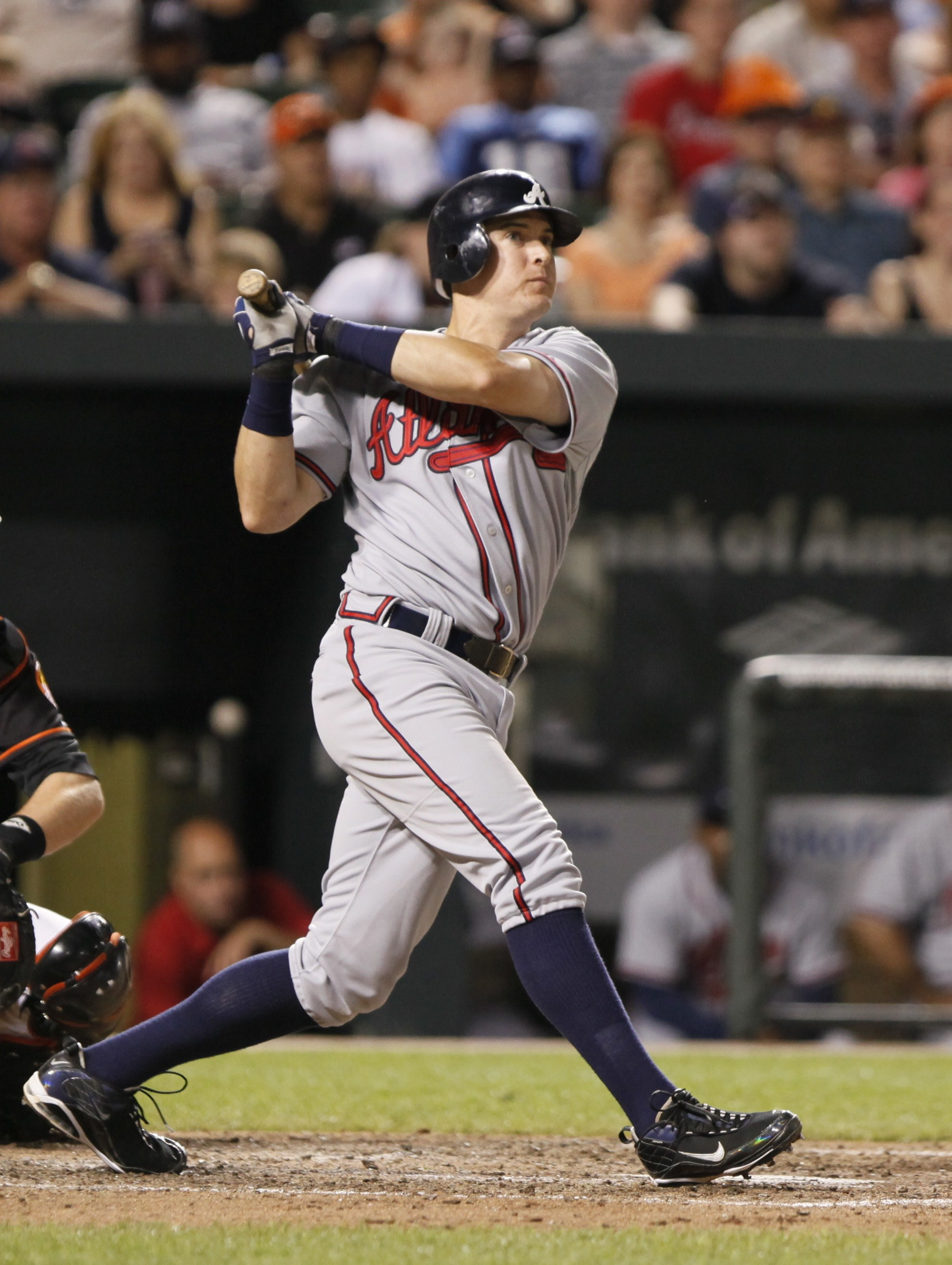
2009年6月12日

2000年のMLBドラフト1巡目追補（全体38位）でアトランタ・ブレーブスから指名され、プロ入り。
2005年5月29日にメジャーデビュー。同年、打撃面では87試合の出場で.241・9本塁打・40打点、守備面では左翼のみで出場し、無失策・6補殺を記録。
2006年は右肘の故障でトミー・ジョン手術を受け、シーズンを全休した。
2007年は前年オフに生え抜きのブレーブスの二塁手マーカス・ジャイルズがサンディエゴ・パドレスに移籍したため、ジョンソンとマーティン・プラドが後釜の候補となったが、ジョンソンが1番・二塁として開幕から出場。4月は打率.326・出塁率.473を記録したが、それ以降の48試合は打率.250・出塁率.325と低迷し、6月下旬以降、ウィリー・ハリスが1番打者を務め、ジョンソンは7番打者などで出場。
2008年は、自己最多の150試合に出場。出場試合数も含め、打数・安打・二塁打・打点・盗塁・打率・塁打数・犠打・犠飛・ダブルプレーなど、数多くの部門で自身最高の数字（ダブルプレーは自身最小）を記録。9月1日から24日にかけて22試合連続安打を記録。リーグシーズン最長、球団史上（1966年以降）6位タイとなった。
2009年は、打率が2割前半で低迷し、7月からはプラドが、正二塁手となり、ジョンソンは控え二塁手へ降格。その直後の7月3日から右手首の痛みにより故障者リスト入り。故障から復帰後も控え二塁手として出場。打率.224・8本塁打・29打点と自己ワーストの成績でシーズンを終えた。オフの12月12日にFAとなった。

### ダイヤモンドバックス時代

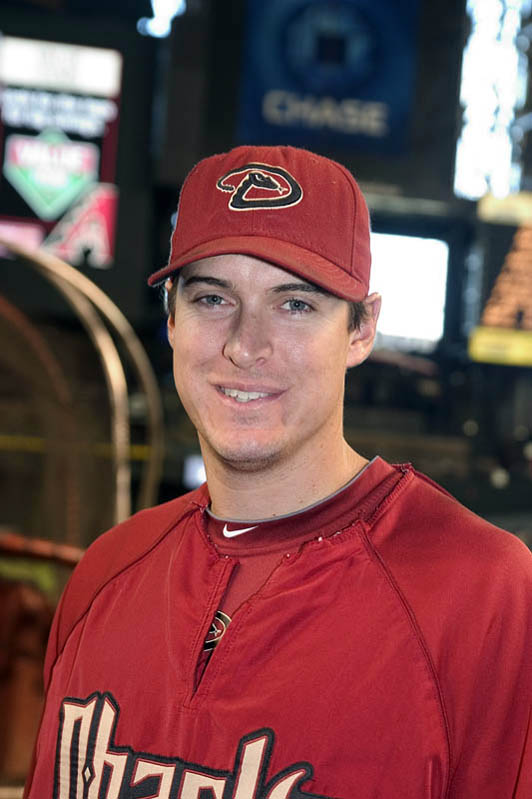
2010年8月3日

2009年12月30日にアリゾナ・ダイヤモンドバックスと235万ドルの1年契約を結んだ。
2010年は4月に打率.313・9本塁打・OPS1.154の成績を残し、月間MVPを受賞。5月からは失速するも、9月5日のヒューストン・アストロズ戦では自身初となるシーズン20本塁打を記録。この月も打率.330・7本塁打・OPS.971と好調で、シーズン通算で自己最多の26本塁打を放った。
2011年2月15日にダイヤモンドバックスと585万ドルの1年契約に合意。シーズンは再び低打率に苦しみ、114試合に出場し、打率.209・18本塁打・49打点・13盗塁だった。

### ブルージェイズ時代

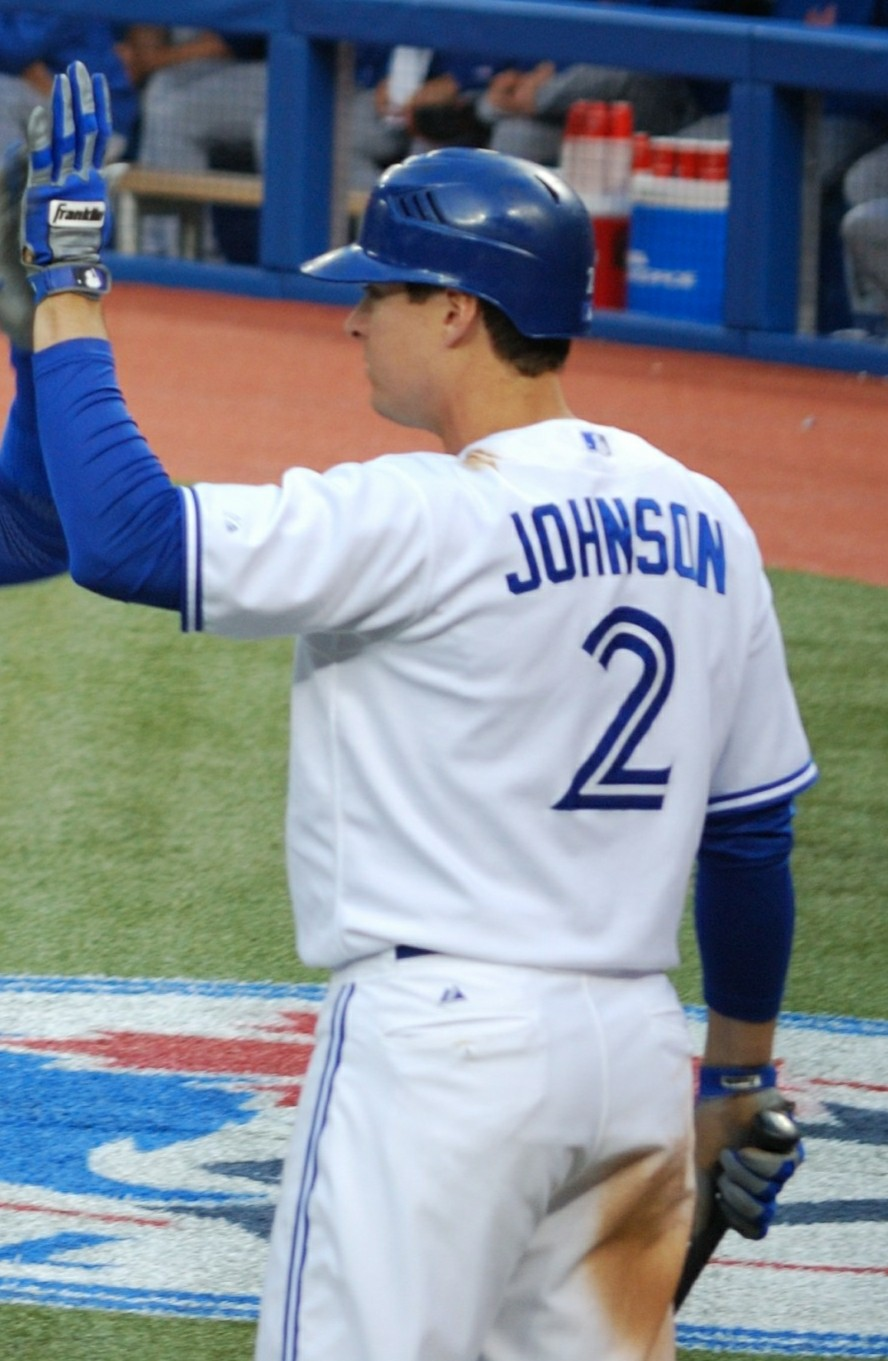
2012年5月18日

2011年8月23日にアーロン・ヒル、ジョン・マクドナルドとのトレードで、トロント・ブルージェイズに移籍。パスポートを忘れて合流が遅れるアクシデントがあったが、移籍後は33試合に出場し、打率.270・3本塁打・9打点・3盗塁だった。オフの10月30日にFAとなった。

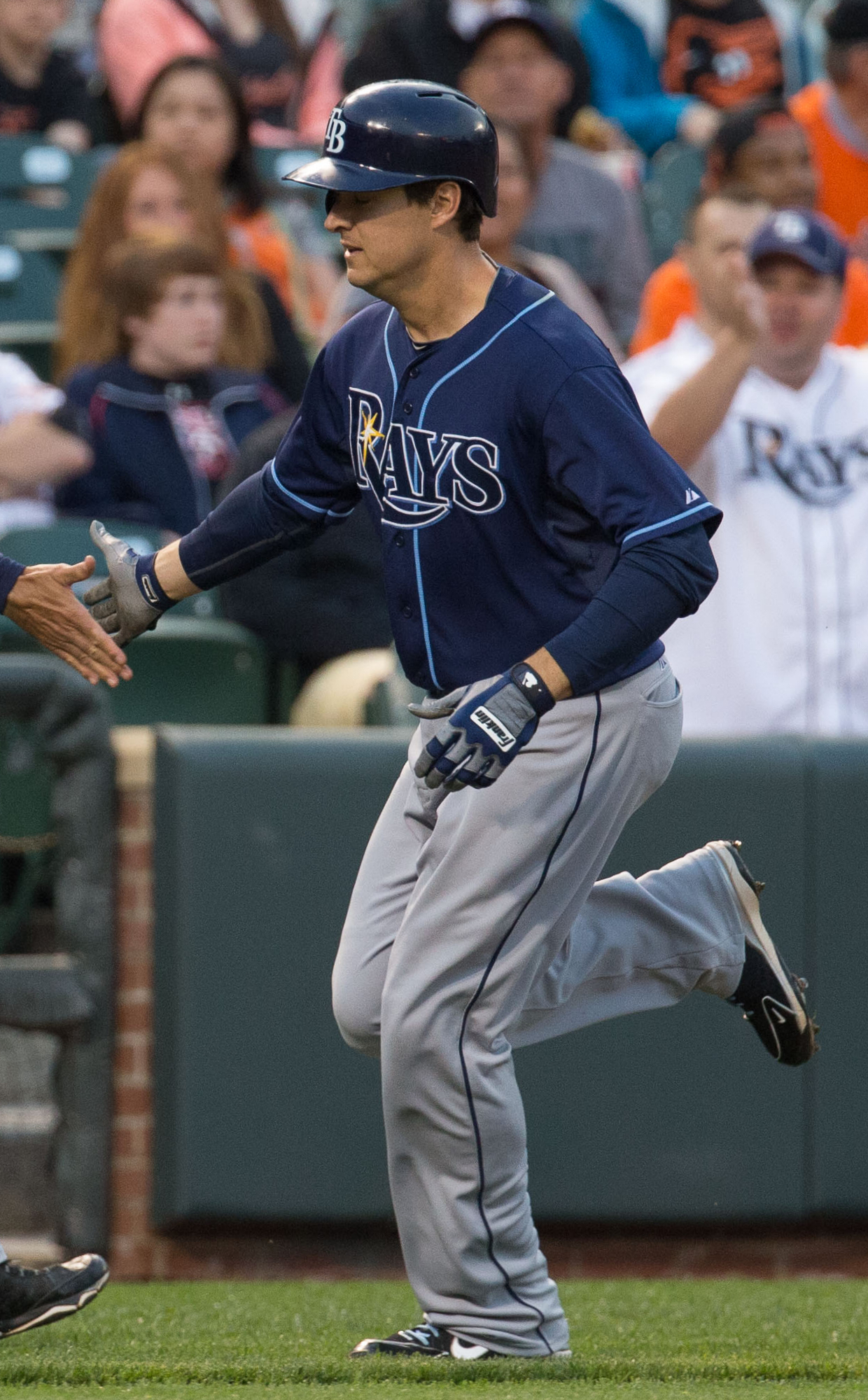
レイズ時代(2013年4月17日)

2012年1月17日にブルージェイズと637万5000ドルの1年契約で再契約した。開幕後は序盤こそ打撃好調だったが、次第に三振の山を築くようになる。終盤は若手のアデイニー・エチェバリアに出場機会を譲ることも多くなった。10月29日にFAとなった。

### レイズ時代
2013年2月5日にタンパベイ・レイズと245万ドルの1年契約を結んだ。118試合に出場し、打率.235・16本塁打・52打点・7盗塁だった。10月31日にFAとなった。

### ヤンキース時代

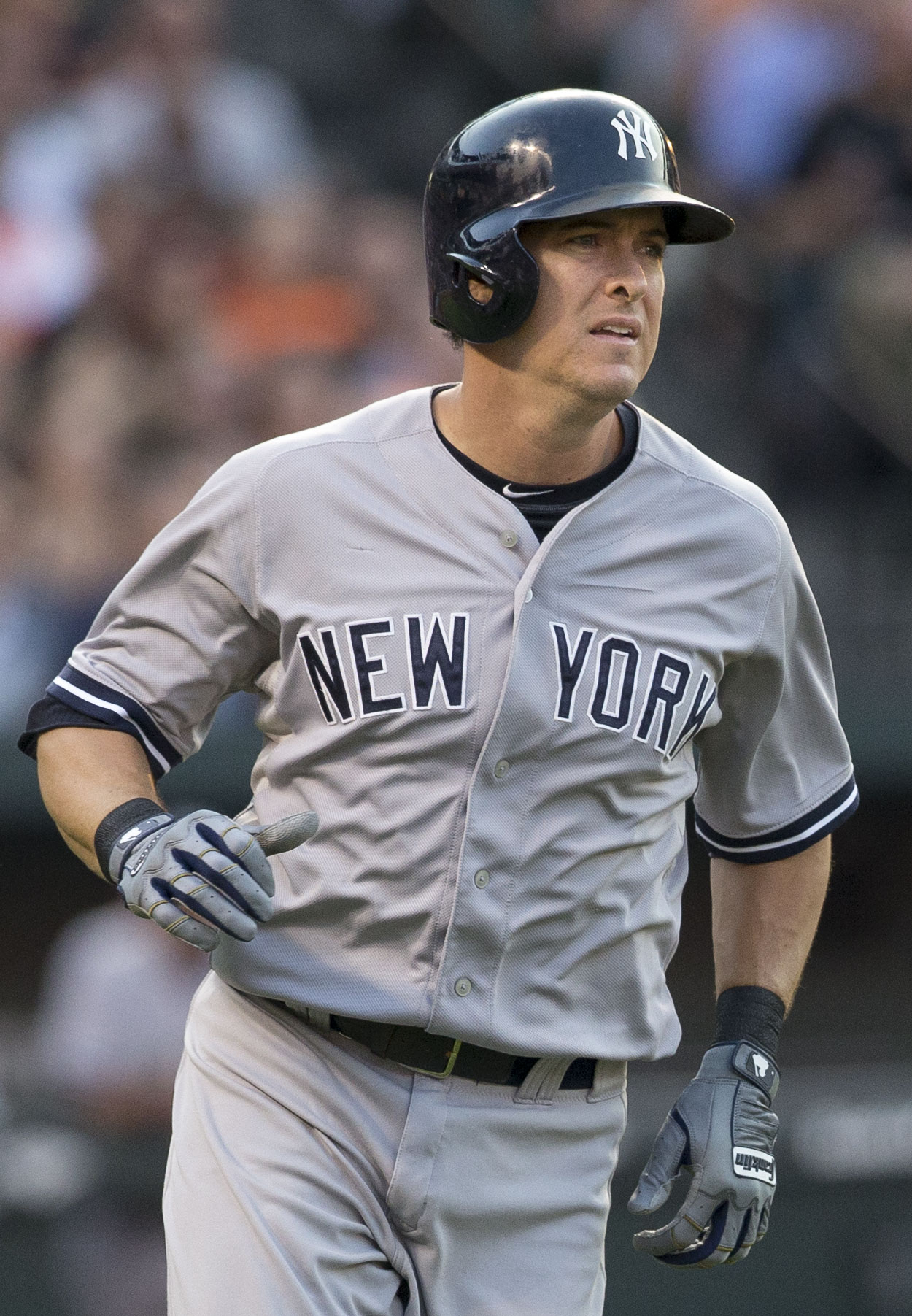
2014年7月11日

2013年12月6日にニューヨーク・ヤンキースと300万ドルの1年契約に合意した。
2014年は開幕ロースター入りし、77試合に出場。打率.219・6本塁打・22打点・2盗塁だった。7月23日に15日間の故障者リスト入りした。

### レッドソックス時代
2014年7月31日にダイヤモンドバックス時代に二遊間コンビを組んでいたスティーブン・ドリューとのトレードで、ボストン・レッドソックスへ移籍した。8月7日に故障者リストから復帰した。

### オリオールズ時代

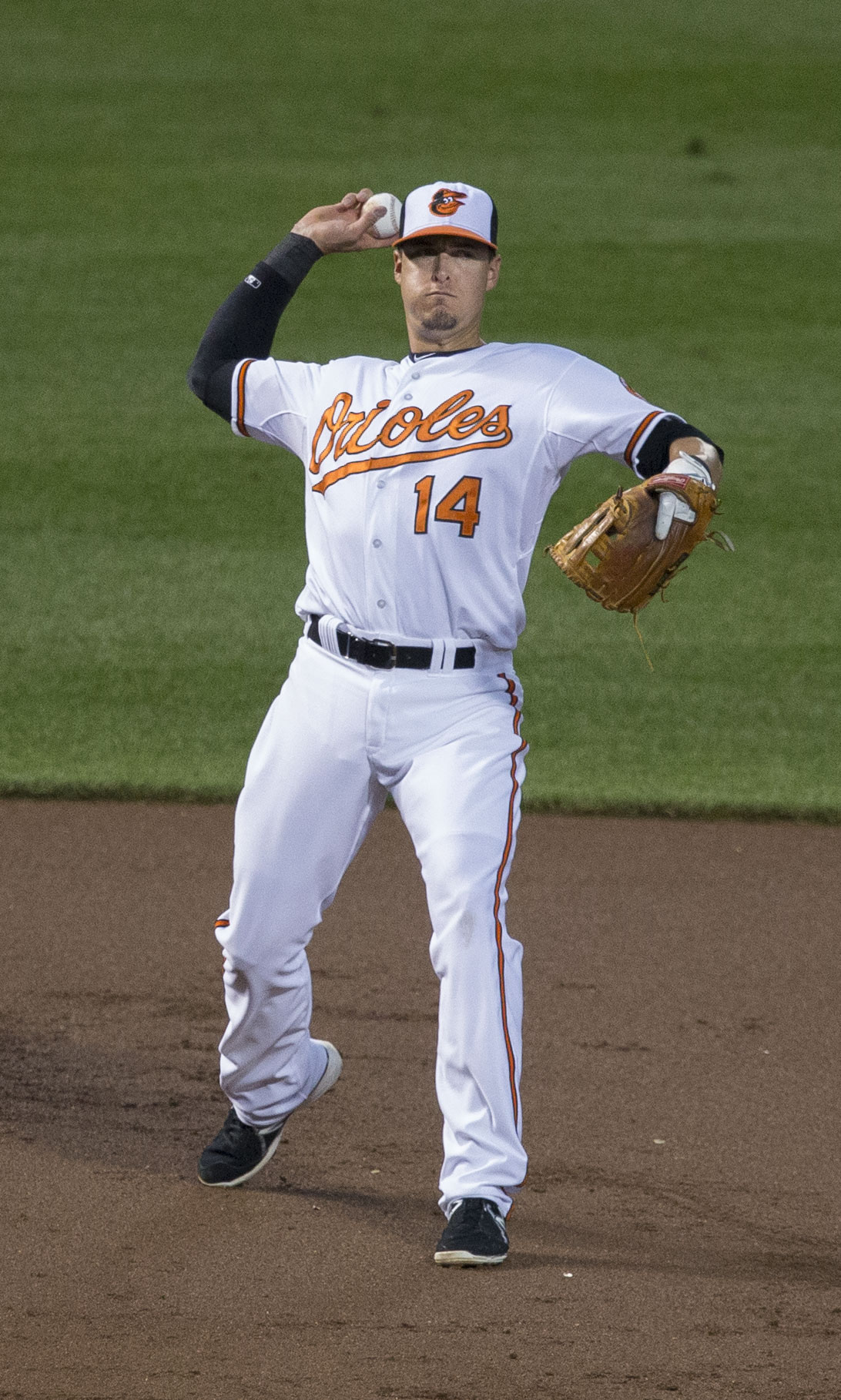
2014年9月4日

2014年8月30日にジェマイル・ウィークス、イバン・デヘスース・ジュニアとのトレードで、マイナーリーガーのマイケル・アルマンザーと共にボルチモア・オリオールズへ移籍。9月2日のシンシナティ・レッズ戦で移籍後初出場し、現行（1998年から）のア・リーグ東地区の球団すべてに在籍及び公式戦に出場した史上初の選手となった。オフにFAとなった。

### ブレーブス復帰
2015年1月21日、マイナー契約でブレーブスに復帰した。

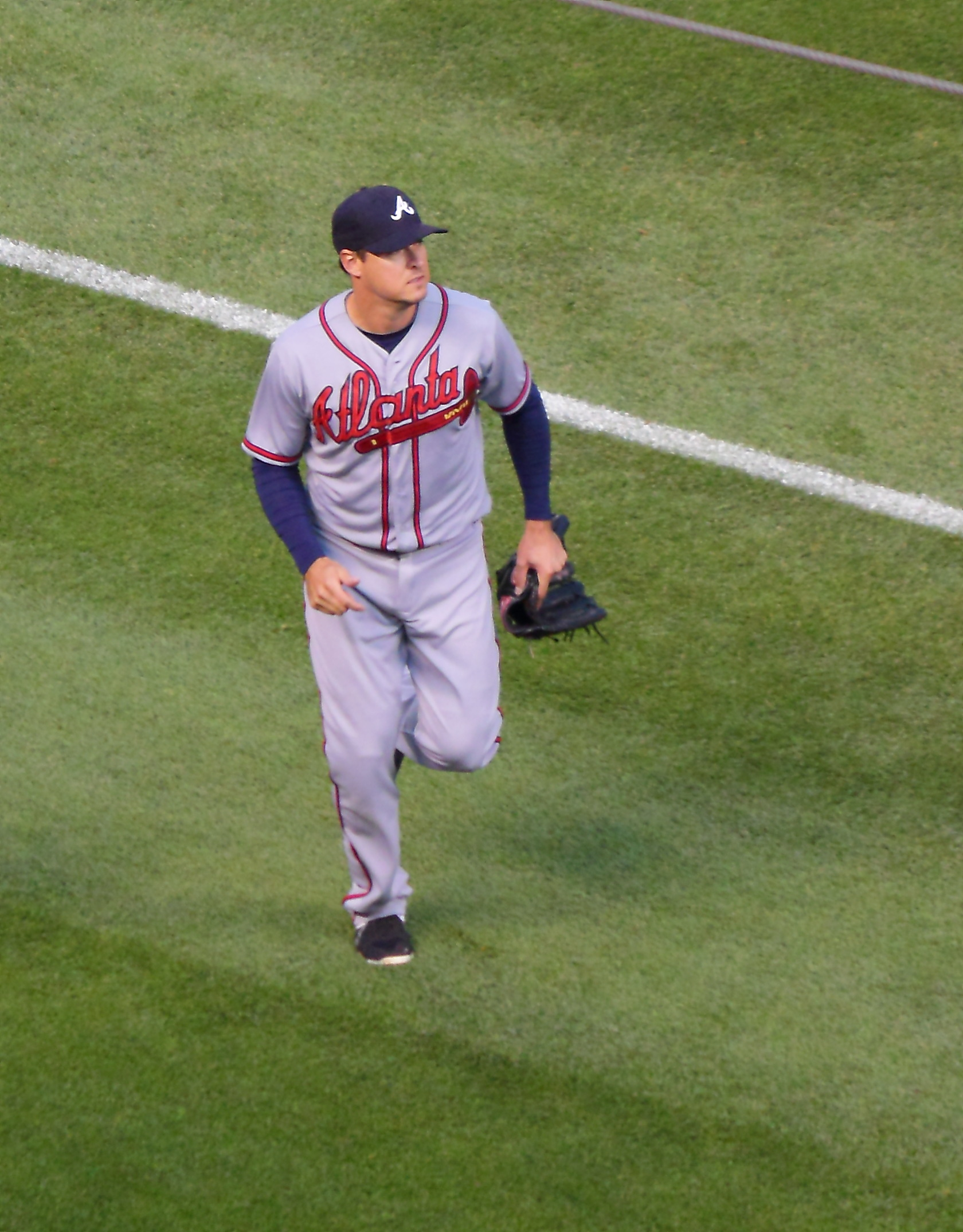
2015年7月9日

開幕はメジャーで迎え、ユーティリティプレイヤーとして出場している。久々のブレーブスでは62試合に出場し、打率.275・9本塁打・34打点・1盗塁というまずまずの成績を記録。守備では左翼手の27試合が最多で、2失策を犯して守備率.958ながら、DRSは0と平均的な守備を見せた。次いで20試合で一塁手を守り、ここでは3失策・守備率.977・DRS - 2とイマイチだった。三塁手も11試合で守ったが、こちらも2失策・守備率.867・DRS - 2という成績で、まずい守備だった。更に右翼手を4試合、二塁手を1試合でも守った。

### メッツ時代
2015年7月24日にジョン・ガント、ロブ・ウェイレンとのトレードで、フアン・ウリーベと共にニューヨーク・メッツに移籍した。メッツでは49試合に出場し、打率は.250ながら二塁打6本とホームラン5本を放ち、長打力を発揮した。移籍後の守備は二塁の27試合が最多で、2失策・守備率.979・DRS - 1という成績を記録した。他に10試合以上守ったポジションはないが、捕手と中堅手を除く内外野の各ポジションを守り分けた。なお、ブレーブスとの合算では111試合の出場で打率.265・14本塁打・47打点・2盗塁という成績であり、2シーズンぶりの二桁本塁打クリアとなった。オフの11月2日にFAとなった。

### 2度目のブレーブス復帰
2016年1月8日、ブレーブスと1年200万ドルで契約を結んだ。

### メッツ復帰
2016年6月8日にアキール・モリスとのトレードで、メッツへ移籍した。オフの11月3日にFAとなった。

## プレースタイル
マイナー時代は遊撃手であったが、メジャーにはラファエル・ファーカルがいたため、外野手にコンバートされた。しかし、その後、右肘の故障などの理由から、二塁へコンバートされた。
選球眼がよく、四球をよく選ぶため、出塁率が高いテーブルセッター役。二塁手としてはパワーがあり、2010年には26本塁打をマークしている。一部のMLB関係者からは、「左打者版ジェフ・ケントになる可能性を秘める」と評されていた。

## 詳細情報

### 年度別打撃成績
| 年 度      | 球 団      | 試 合 | 打 席 | 打 数 | 得 点 | 安 打 | 二 塁 打 | 三 塁 打 | 本 塁 打 | 塁 打 | 打 点 | 盗 塁 | 盗 塁 死 | 犠 打 | 犠 飛 | 四 球 | 敬 遠 | 死 球 | 三 振 | 併 殺 打 | 打 率 | 出 塁 率 | 長 打 率 | O P S |
| ---------- | ---------- | ----- | ----- | ----- | ----- | ----- | -------- | -------- | -------- | ----- | ----- | ----- | -------- | ----- | ----- | ----- | ----- | ----- | ----- | -------- | ----- | -------- | -------- | ----- |
| 2005       | ATL        | 87    | 334   | 290   | 46    | 70    | 12       | 3        | 9        | 115   | 40    | 2     | 1        | 2     | 1     | 40    | 1     | 1     | 75    | 11       | .241  | .334     | .397     | .731  |
| 2007       | ATL        | 147   | 608   | 521   | 91    | 144   | 26       | 10       | 16       | 238   | 68    | 9     | 5        | 2     | 2     | 79    | 3     | 4     | 117   | 8        | .276  | .375     | .457     | .831  |
| 2008       | ATL        | 150   | 614   | 547   | 86    | 157   | 39       | 6        | 12       | 244   | 69    | 11    | 6        | 9     | 4     | 52    | 2     | 2     | 113   | 3        | .287  | .349     | .446     | .795  |
| 2009       | ATL        | 106   | 346   | 303   | 47    | 68    | 20       | 3        | 8        | 118   | 29    | 7     | 2        | 6     | 2     | 32    | 1     | 3     | 54    | 4        | .224  | .303     | .389     | .692  |
| 2010       | ARI        | 154   | 671   | 585   | 93    | 166   | 36       | 5        | 26       | 290   | 71    | 13    | 7        | 3     | 2     | 79    | 1     | 2     | 148   | 12       | .284  | .370     | .496     | .865  |
| 2011       | ARI        | 114   | 481   | 430   | 59    | 90    | 23       | 5        | 18       | 177   | 49    | 13    | 3        | 4     | 0     | 44    | 2     | 3     | 132   | 3        | .209  | .287     | .412     | .699  |
| 2011       | TOR        | 33    | 132   | 115   | 16    | 31    | 4        | 2        | 3        | 48    | 9     | 3     | 3        | 0     | 0     | 16    | 0     | 1     | 31    | 0        | .270  | .364     | .417     | .781  |
| '11計      | TOR        | 147   | 613   | 545   | 75    | 121   | 27       | 7        | 21       | 225   | 58    | 16    | 6        | 4     | 0     | 60    | 2     | 4     | 163   | 3        | .222  | .304     | .413     | .717  |
| 2012       | TOR        | 142   | 581   | 507   | 61    | 114   | 19       | 2        | 16       | 185   | 55    | 14    | 2        | 2     | 4     | 62    | 4     | 5     | 159   | 8        | .225  | .313     | .365     | .678  |
| 2013       | TB         | 118   | 407   | 366   | 41    | 86    | 12       | 2        | 16       | 150   | 52    | 7     | 4        | 0     | 3     | 35    | 1     | 3     | 99    | 4        | .235  | .305     | .410     | .715  |
| 2014       | NYY        | 77    | 227   | 201   | 21    | 44    | 9        | 2        | 6        | 75    | 22    | 2     | 1        | 0     | 1     | 23    | 0     | 2     | 50    | 2        | .219  | .304     | .373     | .677  |
| 2014       | BOS        | 10    | 25    | 25    | 1     | 4     | 1        | 0        | 0        | 5     | 1     | 0     | 0        | 0     | 0     | 0     | 0     | 0     | 10    | 1        | .160  | .160     | .200     | .360  |
| 2014       | BAL        | 19    | 45    | 39    | 7     | 9     | 4        | 0        | 1        | 16    | 4     | 0     | 1        | 0     | 0     | 6     | 0     | 0     | 11    | 0        | .231  | .333     | .410     | .744  |
| '14計      | BAL        | 106   | 297   | 265   | 29    | 57    | 14       | 2        | 7        | 96    | 27    | 2     | 2        | 0     | 1     | 29    | 0     | 2     | 71    | 3        | .215  | .296     | .362     | .659  |
| 2015       | ATL        | 62    | 197   | 182   | 20    | 50    | 5        | 0        | 9        | 82    | 34    | 1     | 1        | 0     | 1     | 13    | 1     | 0     | 43    | 4        | .275  | .321     | .451     | .772  |
| 2015       | NYM        | 49    | 138   | 128   | 18    | 32    | 6        | 0        | 5        | 53    | 13    | 1     | 0        | 0     | 0     | 10    | 1     | 0     | 38    | 4        | .250  | .304     | .414     | .718  |
| '15計      | NYM        | 111   | 335   | 310   | 38    | 82    | 11       | 0        | 14       | 135   | 47    | 2     | 1        | 0     | 1     | 23    | 2     | 0     | 81    | 8        | .265  | .314     | .435     | .750  |
| 2016       | ATL        | 49    | 132   | 121   | 8     | 26    | 6        | 0        | 1        | 35    | 10    | 1     | 0        | 0     | 1     | 10    | 1     | 0     | 25    | 4        | .215  | .273     | .289     | .562  |
| 2016       | NYM        | 82    | 201   | 183   | 17    | 49    | 8        | 0        | 9        | 84    | 24    | 3     | 0        | 0     | 1     | 15    | 1     | 2     | 40    | 2        | .268  | .328     | .459     | .787  |
| '16計      | NYM        | 131   | 333   | 304   | 25    | 75    | 14       | 0        | 10       | 119   | 34    | 4     | 0        | 0     | 2     | 25    | 2     | 2     | 65    | 6        | .247  | .306     | .391     | .698  |
| 通算：11年 | 通算：11年 | 1399  | 5139  | 4543  | 632   | 1140  | 230      | 40       | 155      | 1915  | 550   | 87    | 36       | 28    | 22    | 516   | 19    | 28    | 1145  | 70       | .251  | .330     | .422     | .751  |

- 2016年度シーズン終了時

### 背番号
- 27（2005年）
- 2（2007年 - 2013年）
- 33（2014年 - 同年途中）
- 7（2014年途中 - 同年途中）
- 14（2014年途中 - 同年終了）
- 24（2015年 - 同年途中、2016年 - 同年途中）
- 55（2015年途中 - 同年終了、2016年途中 - 同年終了）